# Proterochampsa barrionuevoi
Il proterocampsa (Proterochampsa barrionuevoi) era un arcosauriforme primitivo, vissuto nel Triassico superiore (circa 220 milioni di anni fa), i cui resti sono stati rinvenuti in Argentina.

## Un "falso coccodrillo"
Taglia e aspetto di questo animale erano molto simili a quelli di un odierno coccodrillo: il cranio, allungato e basso, era molto grande rispetto al corpo ed era dotato di una robusta dentatura. Una sorta di corazza andava a ricoprire tutta la parte posteriore della testa. Le zampe, che sporgevano ancora ai lati del corpo (non come i successivi arcosauri) erano fornite di grandi artigli, e la coda era molto lunga. Il proterocampsa doveva raggiungere la lunghezza di sei metri, e rappresentava probabilmente uno dei più grandi predatori della sua epoca. Il suo habitat era probabilmente paludoso, ma grazie alle potenti zampe il proterocampsa poteva inseguire le sue prede anche sulla terraferma.
Il primo resto fossile rinvenuto era un cranio, scoperto all'inizio degli anni '60 nella formazione di Ischigualasto (la stessa che ha restituito gli scheletri dei più antichi dinosauri, Herrerasaurus, Eoraptor e Pisanosaurus). Dapprima i paleontologi lo considerarono un coccodrillo primitivo (il nome significa appunto “coccodrillo antico”), poi un fitosauro arcaico, infine un arcosauro primitivo vagamente simile a Proterosuchus. Solo nel 1996, quando venne scoperto uno scheletro completo, fu possibile stabilire le esatte parentele di questo animale: ora si pensa che il proterocampsa sia un arcosauriiforme molto vicino all'origine dei veri arcosauri, comunque più evoluto di Proterosuchus ed Erythrosuchus.